# David Fiegen
David Fiegen (Esch-sur-Alzette, 3 de setembre de 1984) és un atleta luxemburguès, ja retirat, especialitzat en els 800 metres.
Va guanyar una medalla de bronze als Campionat del Món júnior de 2002. També va competir en atletisme als Jocs Olímpics d'estiu de 2004. Va guanyar la medalla de plata al Campionat d'Europa d'atletisme de 2006 a Gotemburg, la primera medalla a la història dels campionats per a un atleta de Luxemburg.

## Palmarès
| Any  | Competició                                             | Lloc de celebració        | Posició | Esdeveniment | Notes   |
| ---- | ------------------------------------------------------ | ------------------------- | ------- | ------------ | ------- |
| 2001 | Campionat del Món júnior                               | Debrecen, Hongria         | 7è      | 800 m        | 1:52.28 |
| 2001 | Festival Olímpic de la Joventut Europea 2001           | Múrcia, Espanya           | 1r      | 800 m        | 1:54.18 |
| 2002 | Campionat Europeu d'atletisme en pista                 | Viena, Àustria            | 6è      | 800 m        | 1:47.44 |
| 2002 | Campionat del Món júnior                               | Kingston, Jamaica         | 3r      | 800 m        | 1:46.66 |
| 2003 | Jocs dels Petits Estats d'Europa                       | Marsa, República de Malta | 1r      | 800 m        | 1:51.52 |
| 2003 | Campionats d'Europa juniors d'atletisme                | Tampere, Finlàndia        | 2n      | 800 m        | 1:49.91 |
| 2003 | Campionat del Món d'atletisme de 2003                  | París, França             | 43è (h) | 800 m        | 1:48.80 |
| 2004 | Campionat del Món d'atletisme en pista coberta de 2004 | Budapest, Hongria         | 19è (h) | 800 m        | 1:50.02 |
| 2004 | Atletisme als Jocs Olímpics d'estiu de 2004            | Atenes, Grècia            | 36è (h) | 800 m        | 1:46.97 |
| 2005 | Campionat Europeu d'atletisme en pista                 | Madrid, Espanya           | 20è (h) | 1500 m       | 3:49.50 |
| 2006 | Campionat d'Europa d'atletisme de 2006                 | Gotemburg, Suècia         | 2n      | 800 m        | 1:46.59 |
| 2011 | Jocs dels Petits Estats d'Europa                       | Schaan, Liechtenstein     | 4t      | 800 m        | 1:52.82 |
| 2014 | Campionat d'Europa d'atletisme de 2014                 | Zúric, Suissa             | 33è (h) | 800 m        | 1:51.00 |